# Arne Cederholm
Gustaf Arne Cederholm (né le 24 septembre 1870 à Kirkkonummi – mort le 29 décembre 1931 à Helsinki) est un juriste et un homme politique finlandais.

## Biographie
Pendant les années de russification de la Finlande, il est l'un des fondateurs de Kagaali.

## Ouvrages
- (sv) Våra bankaktiers värdestegring : en ekonomisk-statistik återblick, Helsinki, Edlundska Bokhandeln, 1910
- (sv) Kagalens uppkomst och andra episoder, Helsinki, omakustanne, 1920
- (sv) Kagalens uppkomst : personliga hågkomster från det passiva motståndets tid, Helsinki, omakustanne, 1920